# Luckas Vander Taelen
Luckas Vander Taelen (ur. 21 stycznia 1958 w Aalst) – belgijski i flamandzki polityk, samorządowiec, od 1999 do 2002 deputowany do Parlamentu Europejskiego V kadencji.

## Życiorys
Z wykształcenia historyk, ukończył studia na Wolnym Uniwersytecie Brukseli. Zajmował się dziennikarstwem, a także produkcją i reżyserią m.in. filmów dokumentalnych.
W wyborach w 1999 z listy flamandzkich zielonych (partii Agalev, przemianowanej następnie na Groen!) uzyskał mandat posła do Parlamentu Europejskiego V kadencji. Należał do grupy zielonych, pracował m.in. w Komisji Kultury, Młodzieży, Edukacji, Mediów i Sportu. W PE zasiadał do 2002. Od 2006 do 2009 był radnym i zastępcą burmistrza w gminie Forest. W 2009 został wybrany do Parlamentu Flamandzkiego, przez rok był z jego ramienia członkiem federalnego Senatu.